# Snowden Slights

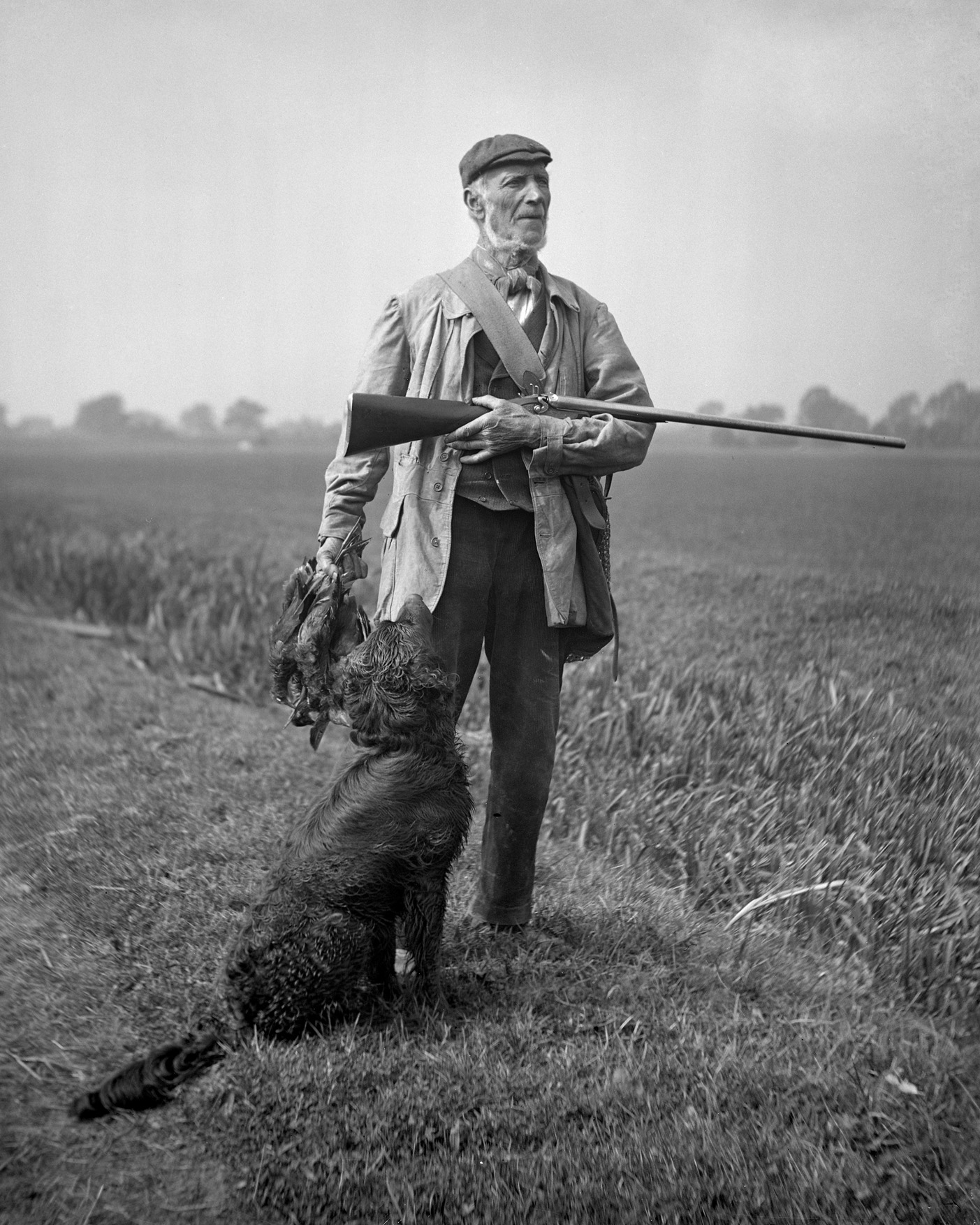
Snowden Slights

Snowden Slights (* 14. Juni 1829; † 5. April 1912 in East Cottingwith in der East Riding of Yorkshire) war ein englischer Berufsjäger und Korbmacher.

## Leben
Snowden Slights beendete seine Schulausbildung mit neun Jahren und half danach seinem Vater bei der Jagd auf Wildvögel mit der Punt Gun. Ab dem fünfzehnten Lebensjahr bis an sein Lebensende lief er, um Fahrtkosten zu sparen, jede Woche zwei Mal fünfzehn Kilometer nach Pocklington, um dort die erbeuteten Vögel zu verkaufen. Sein Haupterwerb war dabei lange Zeit die Korbmacherei, bis Hochwasser seine dafür angepflanzten Weidenruten zerstört hatte. Danach lebte er von der Wildvogeljagd mit Punt Guns. Rohrdommeln, Eisvögel, Wacholderdrosseln und Wasseramseln waren seine bevorzugte Beute. Sie wurden wegen ihres schönen Gefieders damals gerne gekauft, um sie ausgestopft und präpariert in Haushalten auszustellen. Zwischen 1890 und 1907 schoss Slights nach eigenen Aufzeichnungen 5355 Vögel. Bei einer Gelegenheit gelang es ihm demnach, mit nur einem Schuss aus seiner Punt Gun 24 Stockenten und 20 Pfeifenten zu erlegen.
Im Laufe der Jahre hatte er sich für verschiedene Einsatzzwecke insgesamt 28 Gewehre gekauft. Sein größtes war ein 60 kg schwerer und mehr als drei Meter langer Vorderlader, der pro Schuss ein halbes Kilogramm Blei verschoss. Zur Benutzung war dieses Gewehr fest auf einem Boot mit nur zehn Zentimetern Tiefgang montiert. Damit konnte es im Frühjahr sogar auf überfluteten Wiesen benutzt werden und durch die feste Montage wurde der Rückstoß beim Schuss vom Wasser aufgefangen.
1912 wurde er 82-jährig von dem Fotografen Sidney H. Smith porträtiert, der einen Bildband mit den Fotos herausbrachte. Die Bilder sind im Bestand des Yorkshire Museum.
In einem von Sidney H. Smith verfassten Nachruf in der Lokalzeitung Thirsk and District News wurde Slights als der letzte berufmäßge Wildvogeljäger in Yorkshire (englisch: the Last of the Yorkshire Wildfowlers) bezeichnet, der seinen Lebensunterhalt mit der Wildvogeljagd bestritt.

## Bildergalerie

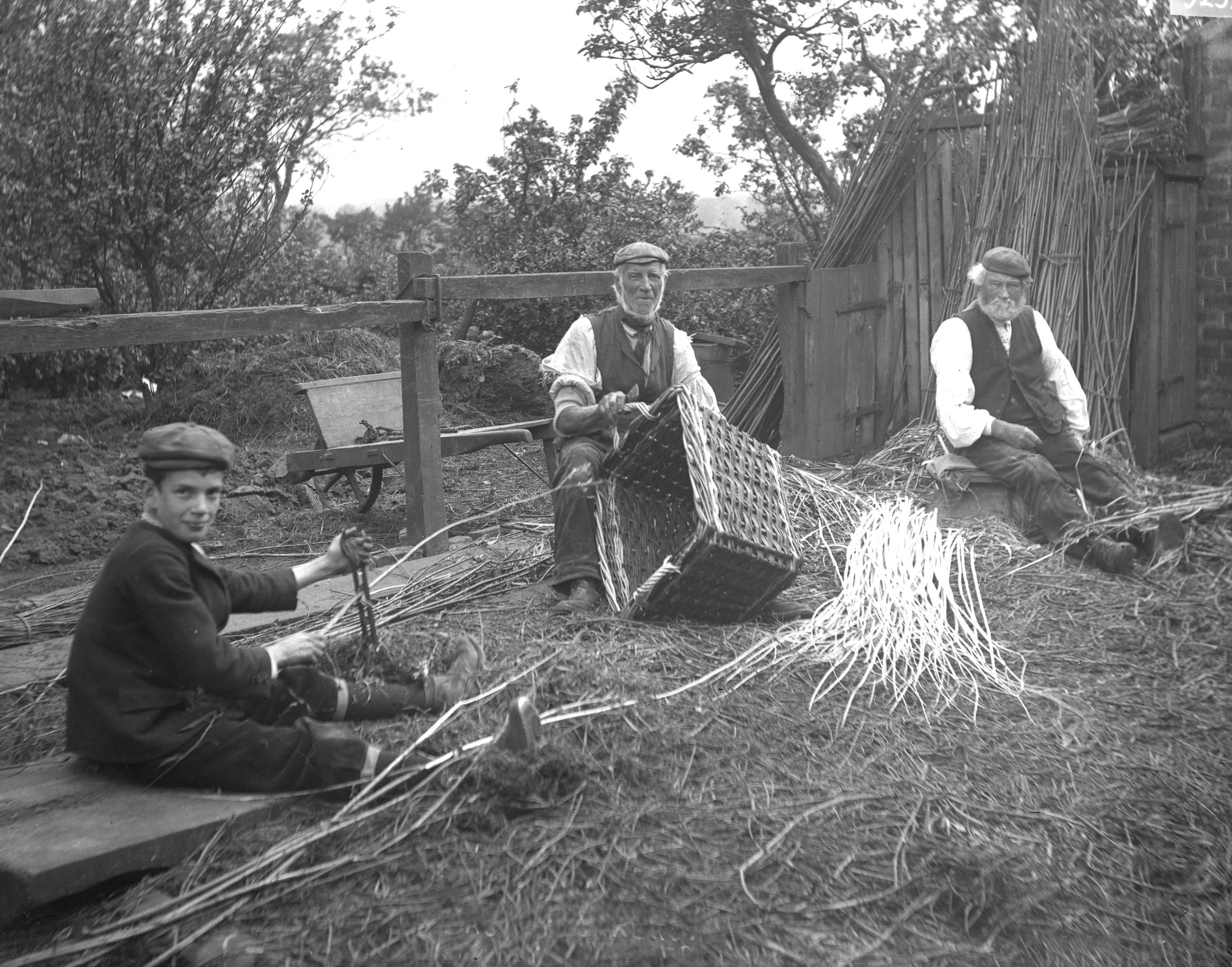
Snowden Slights (in der Mitte) als Korbmacher
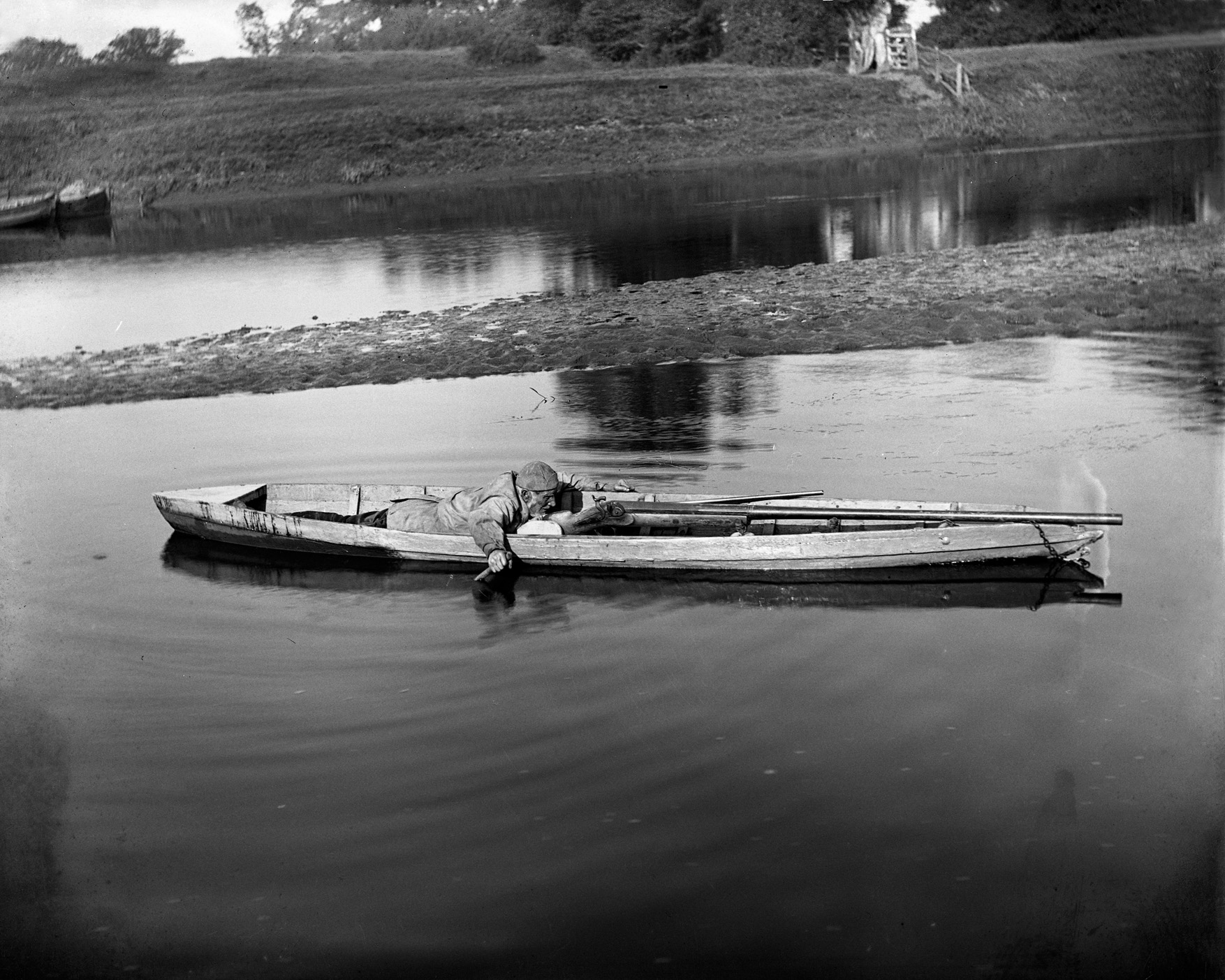
Im Boot mit Punt Gun
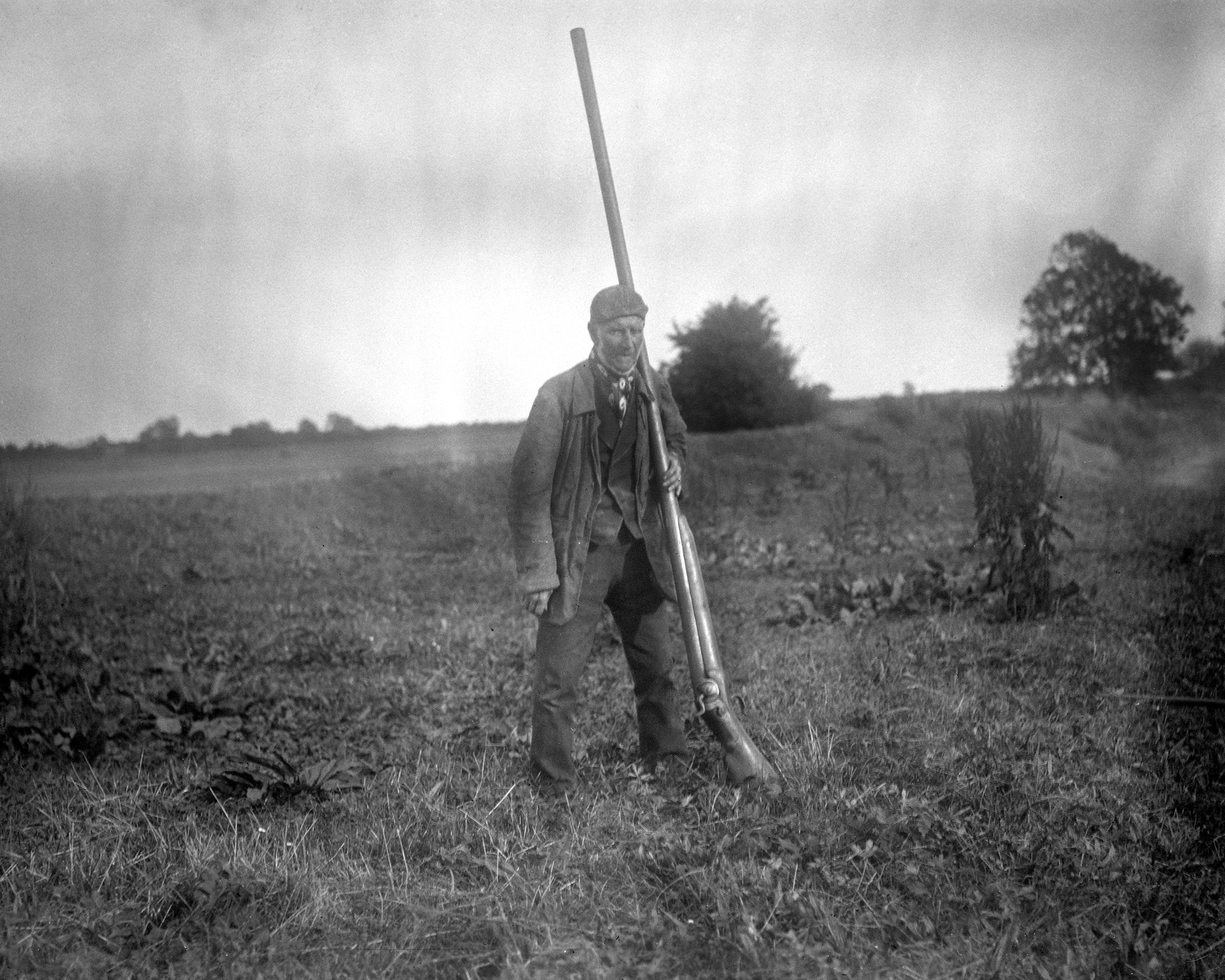
Mit seinem größten Gewehr
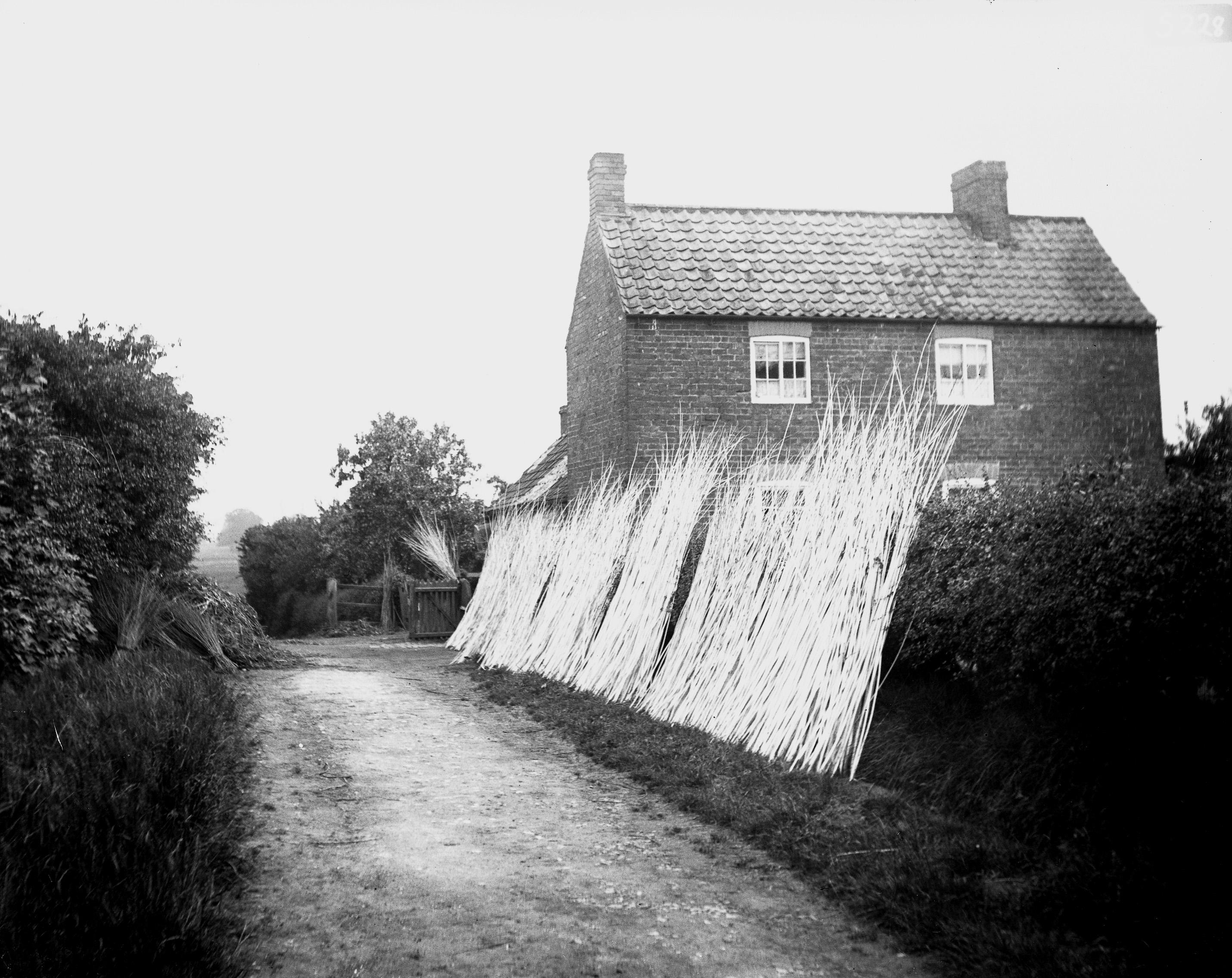
Sein Wohnhaus mit Weidenruten davor
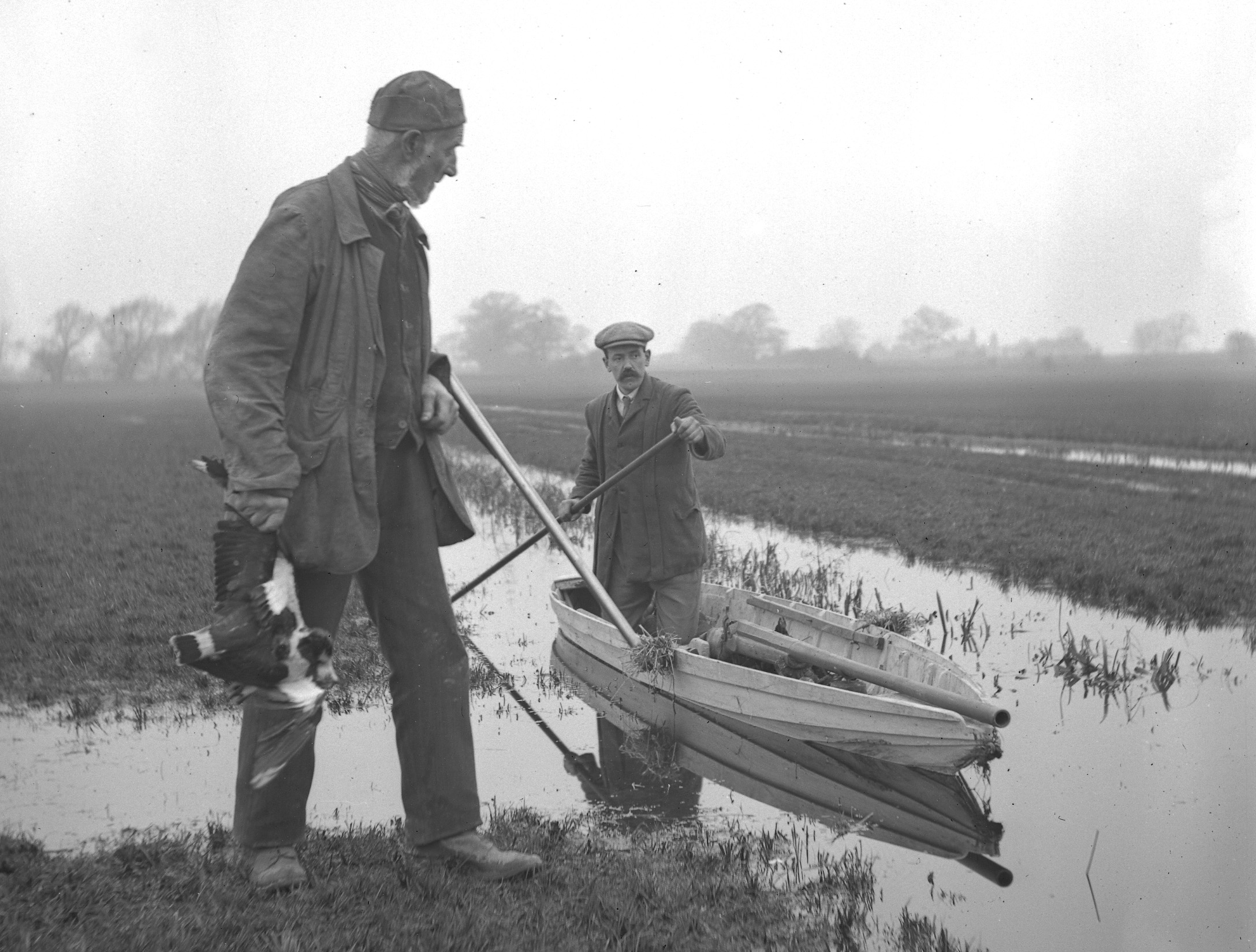
Mit einem Enkel nach der Jagd mit Beute
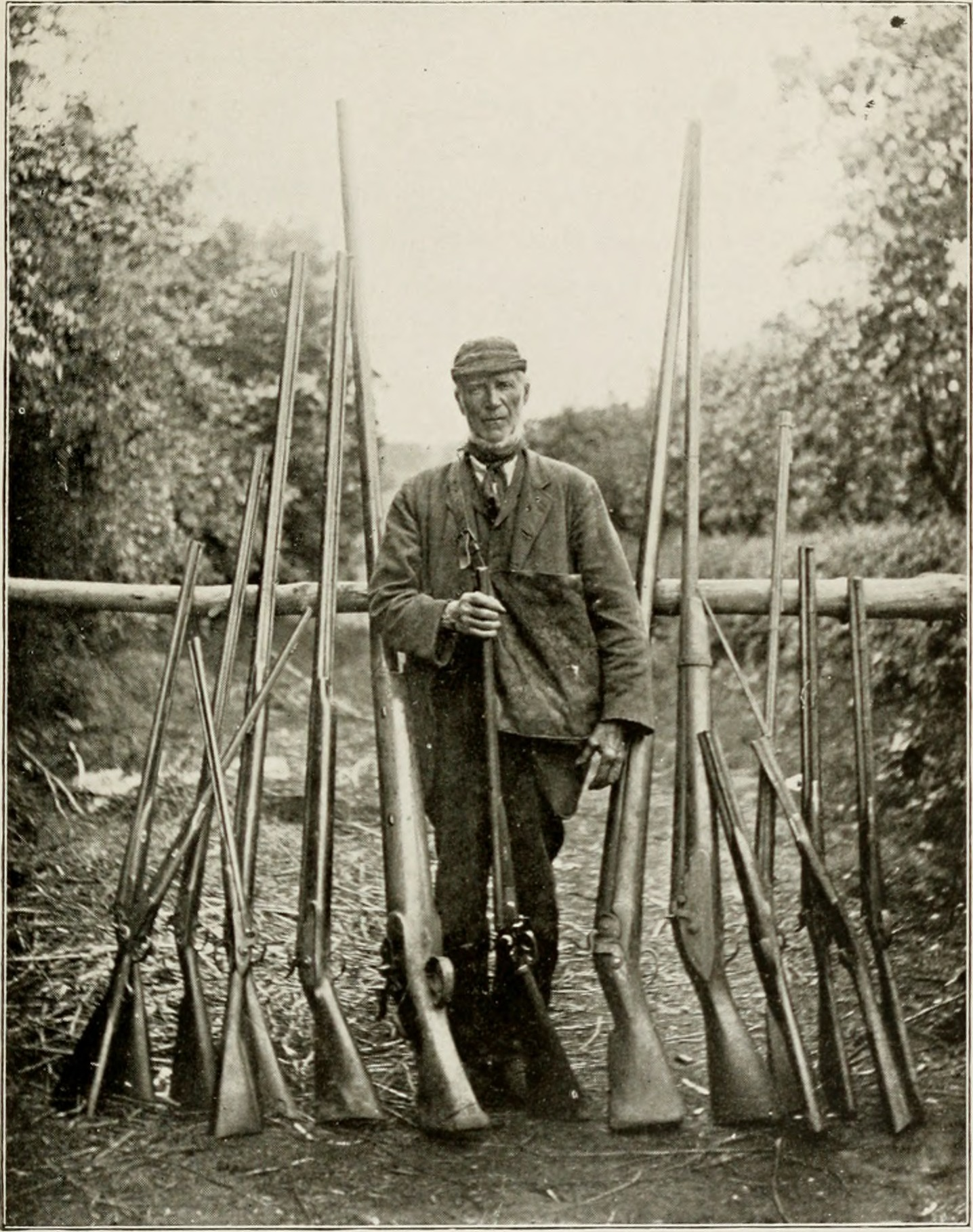
Mit einigen seiner Waffen